# محمود شاه الثاني (سلطان فهغ)
السلطان محمود شاه ابن السلطان أحمد المعظم شاه (4 فبراير 1868 - 19 يونيو 1917) هو ثاني سلاطين فهغ الحديثة، حكم من عام 1914 إلى عام 1917. ولد باسم تون لونغ محمود، وكان الابن الثاني والأكبر الباقي على قيد الحياة للسلطان أحمد المعظم شاه.

## سيرته
ولد في القصر الملكي في 4 فبراير 1868، باسم تون لونغ محمود، ثاني والأكبر الباقي على قيد الحياة للسلطان أحمد المعظم شاه. سلطان فهغ. تلقى تعليمه الخاص. وارتقى إلى لقب تونكو في 5 ديسمبر 1884. ساءت حالته الصحية بعد توليه السلطة، وتوفي عام 1917 ولم يترك وريثًا. وخلفه شقيقه عبد الله المعتصم بالله.